# Lamnostoma taylori
Lamnostoma taylori är en fiskart som först beskrevs av Albert William Herre 1923.  Lamnostoma taylori ingår i släktet Lamnostoma och familjen Ophichthidae. Inga underarter finns listade i Catalogue of Life.